# 普瓦舒夫集中营

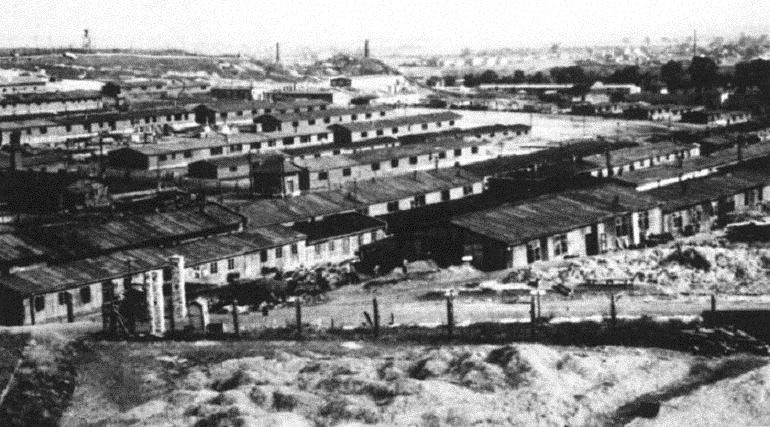
普瓦舒夫集中营

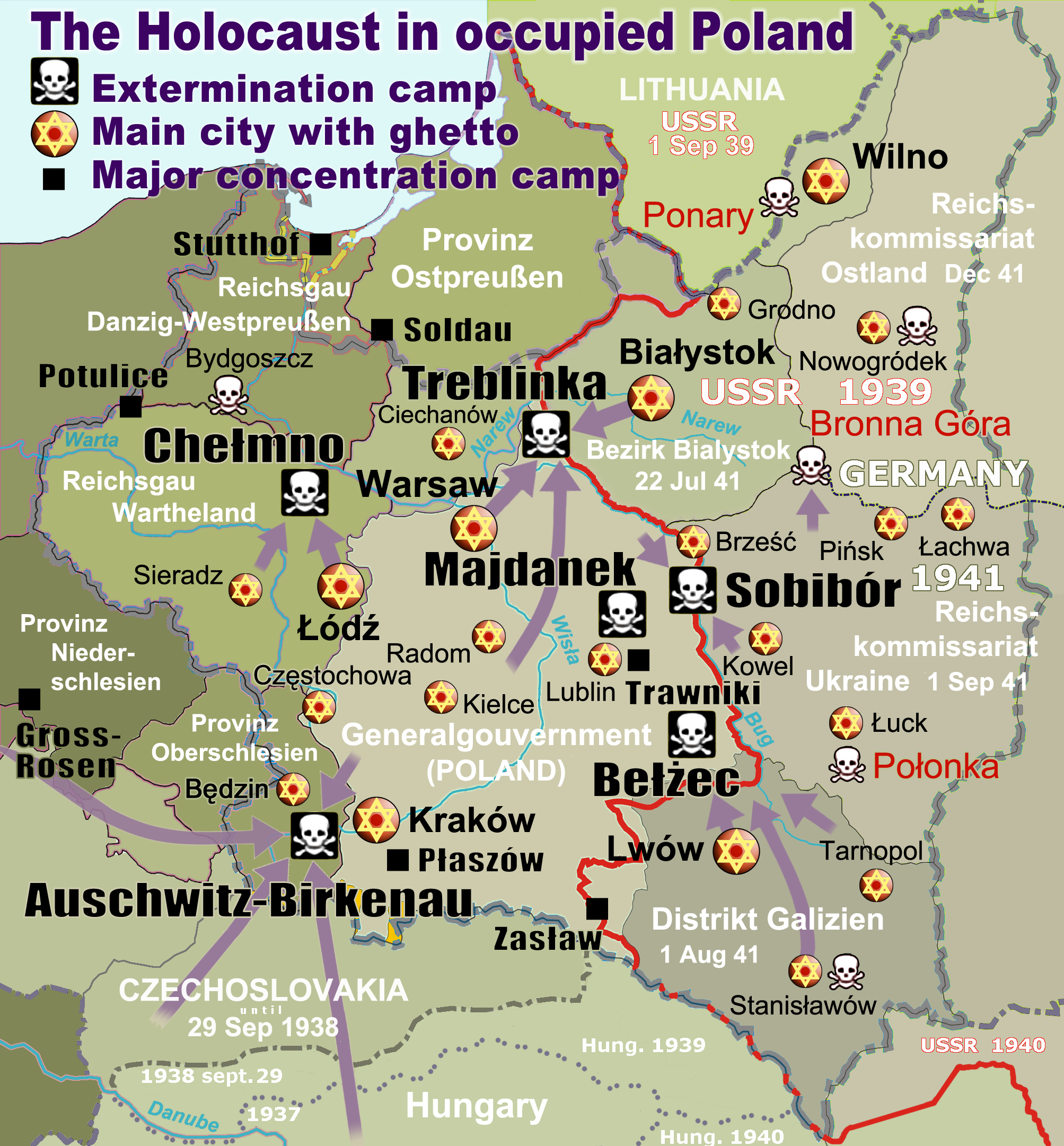
纳粹德国在波兰占领区的主要集中营（以方形标记）

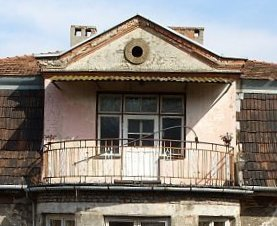
普瓦舒夫集中營內總指揮阿蒙·戈特的官邸

普瓦舒夫集中营（波蘭語：Płaszów），亦作克拉科夫-普瓦舒夫集中营（波蘭語：Kraków-Płaszów），是由纳粹德国党卫军修建的集中营。位于德国波兰占领区克拉科夫。
集中營總指揮為阿蒙·戈特。
电影《辛德勒的名单》即以该集中营为背景以奥斯卡·辛德勒为原型拍摄的。
50°01′51″N 19°58′3″E / 50.03083°N 19.96750°E